# Иду батаљони румунских Карпата (марш)
Иду батаљони румунских Карпата (рум. Treceţi batalioane române Carpaţii) румунски је марш. Вероватно је написан за време Првог светског рата. Композитор овог марша је Јосиф Ромулус Бото, а текстописац, највероватније, Николае Фурдуј Јанку.